# Puspasari (Puspahiang)
Puspasari is een bestuurslaag in het regentschap Tasikmalaya van de provincie West-Java, Indonesië. Puspasari telt 5779 inwoners (volkstelling 2010).